# Woflai csata
Woflai csata: 1542. augusztus 28-án a portugál-etióp sereg és az adali-török sereg közti csata Abesszíniában, az Asenge-tó mellett. Az ezt megelőző ütközetben (Zsidók hegye) Ahmed Grán, Adal uralkodója legyőzte a portugál Cristovão da Gamát.
Grán serege több ezer adali gyalogosból, vagy 900 oszmán-török muskétásból, illetve húsz oszmán lovasból állt. Vele szemben pár ezer etióp gyalogos és 290 portugál muskétás állt.
A csatában elesett Cristovão da Gama és 160 gyalogosa. A vereség miatt Etiópia nagy része Adal és a törökök uralma alá került. Galavdevosz, az ország uralkodója nem kis erőfeszítéssel összeszedte övéit és portugál szövetségeseit, s a következő évben, a Tana-tó mellett leverte a törököket és az adaliakat. 